# École française à l'étranger
Ne pas confondre avec les établissements d'enseignement français à l'étranger ou les instituts français de recherche à l'étranger.

Logo commun des Écoles françaises à l'étranger

Les écoles françaises à l'étranger sont des établissements de recherche français à l'étranger, placés sous la tutelle du ministère chargé de la recherche (actuellement le ministère de l'Enseignement supérieur, de la Recherche et de l'Innovation). Elles font partie des établissements publics à caractère scientifique, culturel et professionnel définis à l’article L718-1 du code de l’éducation.
Elles constituent depuis le décret no 2011-164 du 10 février 2011 le réseau des écoles françaises à l'étranger (ResEFE).
Ce réseau est complémentaire du réseau des instituts français de recherche à l'étranger qui relève du ministère chargé des Affaires étrangères (UMIFRE).
Il ne faut pas les confondre avec les établissements d'enseignement français à l'étranger, homologués par le ministère chargé de l'Éducation et placés sous la tutelle du ministère chargé des Affaires étrangères et de l'Agence pour l'enseignement français à l'étranger.